# Rosa pricei
Rosa pricei — вид рослин з родини розових (Rosaceae); ендемік Тайваню.

## Опис
Кущ прямовисний. Гілочки жовто-коричневі в молодому віці, майже голі. Колючки розсіяні, вигнуті, до 3 мм, поступово звужуються до широкої основи; щетина іноді присутня, залозиста. Листки включно з ніжками 5–8 см завдовжки; прилистки в основному прилягають до ніжки, вільні частини трикутні, обидві поверхні голі, край залозисто-запушений, верхівка загострена; ребра й ніжки голі, рідко коротко колючкові, залозисто-запушені; листочків 5–7, від яйцюватих до еліптичних, 1–2 × 0.6–0.8 см, обидві поверхні голі, основа округла, край зубчастий, верхівка загострена. Суцвіття малоквіткове. Квітка 1.5–2 см у діаметрі; квітоніжка 0.8–1.5 см, запушена і залозисто-запушена; приквітки ≈ 5 мм. Чашолистків 5, майже рівні пелюсткам, ланцетні, знизу голі, а іноді залозисто-щетинисті, зверху запушені, край цілий, верхівка ослаблена. Пелюстків 5, білі, обернено-яйцюваті, основа широко клиноподібна, верхівка виїмчаста.

## Поширення
Ендемік Тайваню.